# 1827 en droit
Cet article présente les faits marquants de l'année 1827 en droit.

## Événements

### Juillet
- 6 juillet : signature du traité de Londres pour la pacification de la Grèce entre les représentants du Royaume-Uni, de la France et de la Russie. Ce traité organise l'aide apportée aux Grecs cherchant leur indépendance face à l'Empire ottoman. Il aboutira à la création d'un État grec indépendant.

## Naissances
- 21 mai : Constantin Pobiedonostsev, juriste russe, spécialiste de droit civil, né le  10 mars 1907).

## Décès
- 4 juin : François-Louis Pieraggi, juriste corse, avocat, juge royal du District de Vico, né le 8 février 1758.